# Muriel Kauffman
Muriel Irene McBrien Kauffman (Toronto, 28 agosto 1916 – Rochester, 17 marzo 1995) è stata una dirigente pubblica e filantropa statunitense a Kansas City (Missouri). Era la moglie e la compagna di Ewing Kauffman. Ewing e Muriel hanno lavorato insieme ai Marion Labs e sono stati i proprietari fondatori della squadra di baseball dei Kansas City Royals.

## Biografia
Nata a Toronto, Ontario, Muriel Kauffman, si è laureata alla Trafalgar Castle School di Whitby, Ontario e alla McMaster University di Hamilton, Ontario. Suo padre era l'avvocato e politico di Toronto Fred McBrien. Incontrò Ewing all'inizio degli anni '60 a Miami, in Florida. Lui stava partecipando a un congresso medico e lei era in vacanza nello stesso hotel. Si sposarono nel febbraio 1962.
Dopo la sua morte, i suoi resti furono sepolti nell'Ewing e nel Muriel Kauffman Memorial Garden accanto ai resti di suo marito.
Nel 1987 le Fondazioni per Ewing e Muriel si sono separate a causa dei loro diversi interessi; Muriel aveva concentrato il suo sforzo filantropico sulle arti performative e visive, nonché sulle cause legate all'assistenza sanitaria, mentre gli enti di beneficenza preferiti di Ewing ruotavano attorno all'istruzione e al supporto imprenditoriale. L'eredità di Muriel fu ulteriormente cementata con la sua ricezione del Mr. Baseball Award dalla Baseball Writer Association of America, il William Booth Award dall'Esercito della Salvezza e, con suo marito, il Mankind Award 1986 dal Heart of America Chapter of the Cystic Fibrosis Foundation. Muriel fu nominata direttrice dell'UMB nel 1971 e le è stata conferita una laurea ad honorem in giurisprudenza dalla McMaster University, la sua alma mater universitaria, nel 1985.

## Kauffman Center for the Performing Arts
Nel 1994 Muriel dedicò gran parte degli sforzi della sua fondazione alla realizzazione della costruzione del Kauffman Center for the Performing Arts. Alla morte di Muriel Kauffman, Julia Irene Kauffman, sua figlia, portò avanti l'idea di sua madre di costruire un centro per le arti dello spettacolo a Kansas City. In qualità di presidente della Muriel McBrien Kauffman Foundation, Julia Kauffman lavorò per trasformare il sogno di sua madre in un centro per le arti dello spettacolo.
Nel Crossroads District di Kansas City, Missouri, il Kauffman Center for the Performing Arts fu aperto nell'autunno del 2011.
Il centro comprende una sala da concerto da 1.600 posti e un teatro con boccascena da 1.800 posti ed è la sede dello spettacolo della Kansas City Symphony, della Lyric Opera di Kansas City e del Kansas City Ballet. Il Kauffman Center offre anche una vasta gamma di spettacoli in entrambe le sale, tra cui danza e musica di tutti i tipi, dal pop al rock, dalla classica leggera al country, dai gruppi jazz alle band, dal gospel alla musica folk, oltre a Broadway e alle più piccole produzioni itineranti off-Broadway.